# Allemagne aux Jeux olympiques de 1900
L'Allemagne participe aux Jeux olympiques de 1900 à Paris en France du 14 mai au 28 octobre 1900. Il s'agit de sa 2e participation à des Jeux d'été. L'Allemagne comptant 78 athlètes a remporté neuf médailles (quatre en or, trois en argent, deux en bronze), se situant à la septième place des nations au tableau des médailles.

## Liste des médaillés allemands
Ce bilan correspond au tableau de médailles intitulé  Tableau des médailles de sports-reference.com qui se trouve au sein de l'article Jeux olympiques de 1900. il est parfaitement conforme aux données du CIO, revues en juillet 2021.

### Médailles d'or
| Sport              | Discipline                    | Sportifs                                                                    | Performance   |
| Médailles d'or : 4 |                               |                                                                             |               |
| Aviron             | Quatre avec barreur (H)       | Gustav Goßler Oskar Goßler Walter Katzenstein Waldemar Tietgens Carl Goßler | 5 min 59 s 00 |
| Natation           | 200 m Dos (H)                 | Ernst Hoppenberg                                                            | 2 min 47 s 00 |
| Natation           | relais 200 m par équipes (H)  | Ernst Hoppenberg Max Hainle Julius Frey Max Schöne Herbert von Petersdorff  | 33 pts        |
| Voile              | 1 – 2 tonneaux - Course 2 (H) | Paul Wiesner Georg Naue Heinrich Peters Ottokar Weise                       |               |

### Médailles d'argent
| Sport                  | Discipline            | Sportifs | Performance |
| Médailles d'argent : 3 |                       | |             |
| Rugby à XV             | Tournoi (H)           | Hermann Kreuzer Arnold Landvoigt Heinrich Reitz Jacob Hermann Erich Ludwig Hugo Betting August Schmierer Fritz Müller Adolf Stockhausen Hans Latsche Willy Hofmeister Georg Wenderoth Eduard Poppe Richard Ludwig Albert Amrhein |             |
| Voile                  | Toutes catégories (H) | Paul Wiesner Georg Naue Heinrich Peters Ottokar Weise |             |
| Cyclisme               | Course aux points     | Karl Duill |             |

### Médailles de bronze
| Sport                   | Discipline              | Sportifs                                                                           | Performance   |
| Médailles de bronze : 2 |                         |                                                                                    |               |
| Aviron                  | Quatre avec barreur (H) | Wilhelm Carstens Julius Körner Adolf Möller Hugo Rüster Gustav Moths Max Ammermann | 7 min 18 s 02 |
| Aviron                  | Quatre avec barreur (H) | Ernst Felle Otto Fickeisen Carl Lehle Hermann Wilker Franz Kröwerath               | 6 min 5 s 00  |

## Sources
- Résultats officiels sur le site du CIO.